# Schietsport op de Middellandse Zeespelen
De schietsport is een van de sporten die tijdens de Middellandse Zeespelen worden beoefend.

## Geschiedenis
Schietsport staat sedert 1951 op het programma van de Middellandse Zeespelen. Sindsdien werd de sport op elke editie van de Spelen beoefend, behalve in 1967 in het Tunesische Tunis en in 1983 in het Marokkaanse Casablanca. Het programma is doorheen de jaren verschillende malen gewijzigd. Hoewel vrouwen reeds vanaf 1967 mochten deelnemen aan de Middellandse Zeespelen, was het toch nog wachten tot 1979 vooraleer vrouwen in de schietsport mochten meedingen naar de medailles. In 1979, 1987, 1993, 1997 en 2022 werden er onderdelen georganiseerd voor gemengde landenteams. Vreemd genoeg waren er in 2001 in Tunis wederom geen onderdelen voor vrouwen.

## Onderdelen

### Mannen
| Onderdeel                              | 51               | 55               | 59               | 63               | 67               | 71               | 75               | 79               | 83               | 87               | 91               | 93               | 97               | 01               | 05               | 09               | 13               | 18               | 22               | Totaal           |                  |                  |                  |                  |                  |                  |                  |                  |
| Huidig programma                       | Huidig programma | Huidig programma | Huidig programma | Huidig programma | Huidig programma | Huidig programma | Huidig programma | Huidig programma | Huidig programma | Huidig programma | Huidig programma | Huidig programma | Huidig programma | Huidig programma | Huidig programma | Huidig programma | Huidig programma | Huidig programma | Huidig programma | Huidig programma | Huidig programma | Huidig programma | Huidig programma | Huidig programma | Huidig programma | Huidig programma | Huidig programma | Huidig programma |
| -------------------------------------- | ---------------- | ---------------- | ---------------- | ---------------- | ---------------- | ---------------- | ---------------- | ---------------- | ---------------- | ---------------- | ---------------- | ---------------- | ---------------- | ---------------- | ---------------- | ---------------- | ---------------- | ---------------- | ---------------- | ---------------- | ---------------- | ---------------- | ---------------- | ---------------- | ---------------- | ---------------- | ---------------- | ---------------- |
| Luchtgeweer 10 m                       |                  |                  |                  |                  |                  |                  |                  |                  |                  |                  | •                | •                | •                | •                | •                | •                | •                | •                | •                | 9                |                  |                  |                  |                  |                  |                  |                  |                  |
| Luchtpistool 10 m                      |                  |                  |                  |                  |                  |                  |                  |                  |                  |                  | •                | •                | •                | •                | •                | •                | •                | •                | •                | 9                |                  |                  |                  |                  |                  |                  |                  |                  |
| Skeet                                  |                  |                  |                  |                  |                  | •                | •                |                  |                  |                  | •                |                  |                  |                  | •                | •                | •                |                  | •                | 7                |                  |                  |                  |                  |                  |                  |                  |                  |
| Trap                                   | •                | •                | •                | •                |                  | •                | •                |                  |                  |                  | •                |                  |                  |                  | •                | •                | •                | •                | •                | 12               |                  |                  |                  |                  |                  |                  |                  |                  |
| Onderdeel                              | 51               | 55               | 59               | 63               | 67               | 71               | 75               | 79               | 83               | 87               | 91               | 93               | 97               | 01               | 05               | 09               | 13               | 18               | 22               | Totaal           |                  |                  |                  |                  |                  |                  |                  |                  |
| Afgevoerde onderdelen                  |                  |                  |                  |                  |                  |                  |                  |                  |                  |                  |                  |                  |                  |                  |                  |                  |                  |                  |                  |                  |                  |                  |                  |                  |                  |                  |                  |                  |
| Kleinkalibergeweer 50 m liggend        |                  |                  |                  |                  |                  | •                | •                | •                |                  | •                | •                | •                | •                |                  | •                | •                | •                |                  |                  | 10               |                  |                  |                  |                  |                  |                  |                  |                  |
| Kleinkalibergeweer 50 m drie houdingen | •                |                  |                  |                  |                  | •                | •                | •                |                  | •                |                  | •                | •                |                  | •                | •                | •                |                  |                  | 10               |                  |                  |                  |                  |                  |                  |                  |                  |
| Vrij pistool 50 m                      | •                | •                | •                |                  |                  | •                | •                | •                |                  | •                | •                | •                | •                |                  |                  | •                | •                |                  |                  | 12               |                  |                  |                  |                  |                  |                  |                  |                  |
| Snelvuurpistool 25 m                   |                  |                  |                  |                  |                  |                  |                  |                  |                  |                  | •                | •                | •                |                  |                  |                  |                  |                  |                  | 3                |                  |                  |                  |                  |                  |                  |                  |                  |
| Snelvuurpistool 50 m                   |                  | •                | •                |                  |                  |                  | •                | •                |                  | •                |                  |                  |                  |                  |                  |                  |                  |                  |                  | 5                |                  |                  |                  |                  |                  |                  |                  |                  |
| Vrij geweer 300 m geknield             |                  | •                | •                |                  |                  |                  |                  |                  |                  |                  |                  |                  |                  |                  |                  |                  |                  |                  |                  | 2                |                  |                  |                  |                  |                  |                  |                  |                  |
| Vrij geweer 300 m liggend              |                  | •                | •                |                  |                  |                  |                  |                  |                  |                  |                  |                  |                  |                  |                  |                  |                  |                  |                  | 2                |                  |                  |                  |                  |                  |                  |                  |                  |
| Vrij geweer 300 m staand               |                  | •                | •                |                  |                  |                  |                  |                  |                  |                  |                  |                  |                  |                  |                  |                  |                  |                  |                  | 2                |                  |                  |                  |                  |                  |                  |                  |                  |
| Vrij geweer 300 m drie houdingen       | •                | •                | •                |                  |                  |                  |                  |                  |                  |                  |                  |                  |                  |                  |                  |                  |                  |                  |                  | 3                |                  |                  |                  |                  |                  |                  |                  |                  |
| Dubbeltrap                             |                  |                  |                  |                  |                  |                  |                  |                  |                  |                  |                  |                  | •                |                  | •                | •                | •                |                  |                  | 4                |                  |                  |                  |                  |                  |                  |                  |                  |
| Trap team                              | •                | •                | •                |                  |                  |                  |                  |                  |                  |                  |                  |                  |                  |                  |                  |                  |                  |                  |                  | 3                |                  |                  |                  |                  |                  |                  |                  |                  |
| Vliegend aas                           |                  | •                | •                |                  |                  |                  |                  |                  |                  |                  |                  |                  |                  |                  |                  |                  |                  |                  |                  | 2                |                  |                  |                  |                  |                  |                  |                  |                  |
| Totaal                                 | 5                | 9                | 9                | 1                | 0                | 5                | 6                | 4                | 0                | 4                | 7                | 6                | 7                | 2                | 7                | 8                | 8                | 3                | 4                | 95               |                  |                  |                  |                  |                  |                  |                  |                  |

### Vrouwen
| Onderdeel                              | 51               | 55               | 59               | 63               | 67               | 71               | 75               | 79               | 83               | 87               | 91               | 93               | 97               | 01               | 05               | 09               | 13               | 18               | 22               | Totaal           |                  |                  |                  |                  |                  |                  |                  |                  |
| Huidig programma                       | Huidig programma | Huidig programma | Huidig programma | Huidig programma | Huidig programma | Huidig programma | Huidig programma | Huidig programma | Huidig programma | Huidig programma | Huidig programma | Huidig programma | Huidig programma | Huidig programma | Huidig programma | Huidig programma | Huidig programma | Huidig programma | Huidig programma | Huidig programma | Huidig programma | Huidig programma | Huidig programma | Huidig programma | Huidig programma | Huidig programma | Huidig programma | Huidig programma |
| -------------------------------------- | ---------------- | ---------------- | ---------------- | ---------------- | ---------------- | ---------------- | ---------------- | ---------------- | ---------------- | ---------------- | ---------------- | ---------------- | ---------------- | ---------------- | ---------------- | ---------------- | ---------------- | ---------------- | ---------------- | ---------------- | ---------------- | ---------------- | ---------------- | ---------------- | ---------------- | ---------------- | ---------------- | ---------------- |
| Luchtgeweer 10 m                       |                  |                  |                  |                  |                  |                  |                  |                  |                  |                  | •                | •                | •                |                  | •                | •                | •                | •                | •                | 8                |                  |                  |                  |                  |                  |                  |                  |                  |
| Luchtpistool 10 m                      |                  |                  |                  |                  |                  |                  |                  |                  |                  |                  | •                | •                | •                |                  | •                | •                | •                | •                | •                | 8                |                  |                  |                  |                  |                  |                  |                  |                  |
| Skeet                                  |                  |                  |                  |                  |                  |                  |                  |                  |                  |                  |                  |                  |                  |                  |                  |                  |                  |                  | •                | 1                |                  |                  |                  |                  |                  |                  |                  |                  |
| Trap                                   |                  |                  |                  |                  |                  |                  |                  |                  |                  |                  |                  |                  |                  |                  | •                | •                | •                | •                | •                | 5                |                  |                  |                  |                  |                  |                  |                  |                  |
| Onderdeel                              | 51               | 55               | 59               | 63               | 67               | 71               | 75               | 79               | 83               | 87               | 91               | 93               | 97               | 01               | 05               | 09               | 13               | 18               | 22               | Totaal           |                  |                  |                  |                  |                  |                  |                  |                  |
| Afgevoerde onderdelen                  |                  |                  |                  |                  |                  |                  |                  |                  |                  |                  |                  |                  |                  |                  |                  |                  |                  |                  |                  |                  |                  |                  |                  |                  |                  |                  |                  |                  |
| Kleinkalibergeweer 50 m liggend        |                  |                  |                  |                  |                  |                  |                  | •                |                  |                  |                  |                  |                  |                  |                  |                  |                  |                  |                  | 1                |                  |                  |                  |                  |                  |                  |                  |                  |
| Kleinkalibergeweer 50 m drie houdingen |                  |                  |                  |                  |                  |                  |                  | •                |                  | •                |                  | •                | •                |                  | •                | •                | •                |                  |                  | 7                |                  |                  |                  |                  |                  |                  |                  |                  |
| Sportpistool 25 m                      |                  |                  |                  |                  |                  |                  |                  |                  |                  |                  | •                | •                | •                |                  | •                | •                | •                |                  |                  | 6                |                  |                  |                  |                  |                  |                  |                  |                  |
| Totaal                                 | 0                | 0                | 0                | 0                | 0                | 0                | 0                | 2                | 0                | 1                | 3                | 4                | 4                | 0                | 5                | 5                | 5                | 3                | 4                | 36               |                  |                  |                  |                  |                  |                  |                  |                  |

### Gemengd
| Onderdeel             | 51               | 55               | 59               | 63               | 67               | 71               | 75               | 79               | 83               | 87               | 91               | 93               | 97               | 01               | 05               | 09               | 13               | 18               | 22               | Totaal           |                  |                  |                  |                  |                  |                  |                  |                  |
| Huidig programma      | Huidig programma | Huidig programma | Huidig programma | Huidig programma | Huidig programma | Huidig programma | Huidig programma | Huidig programma | Huidig programma | Huidig programma | Huidig programma | Huidig programma | Huidig programma | Huidig programma | Huidig programma | Huidig programma | Huidig programma | Huidig programma | Huidig programma | Huidig programma | Huidig programma | Huidig programma | Huidig programma | Huidig programma | Huidig programma | Huidig programma | Huidig programma | Huidig programma |
| --------------------- | ---------------- | ---------------- | ---------------- | ---------------- | ---------------- | ---------------- | ---------------- | ---------------- | ---------------- | ---------------- | ---------------- | ---------------- | ---------------- | ---------------- | ---------------- | ---------------- | ---------------- | ---------------- | ---------------- | ---------------- | ---------------- | ---------------- | ---------------- | ---------------- | ---------------- | ---------------- | ---------------- | ---------------- |
| Luchtgeweer 10 m      |                  |                  |                  |                  |                  |                  |                  |                  |                  |                  |                  |                  |                  |                  |                  |                  |                  |                  | •                | 1                |                  |                  |                  |                  |                  |                  |                  |                  |
| Luchtpistool 10 m     |                  |                  |                  |                  |                  |                  |                  |                  |                  |                  |                  |                  |                  |                  |                  |                  |                  |                  | •                | 1                |                  |                  |                  |                  |                  |                  |                  |                  |
| Skeet                 |                  |                  |                  |                  |                  |                  |                  | •                |                  | •                |                  | •                | •                |                  |                  |                  |                  |                  | •                | 5                |                  |                  |                  |                  |                  |                  |                  |                  |
| Onderdeel             | 51               | 55               | 59               | 63               | 67               | 71               | 75               | 79               | 83               | 87               | 91               | 93               | 97               | 01               | 05               | 09               | 13               | 18               | 22               | Totaal           |                  |                  |                  |                  |                  |                  |                  |                  |
| Afgevoerde onderdelen |                  |                  |                  |                  |                  |                  |                  |                  |                  |                  |                  |                  |                  |                  |                  |                  |                  |                  |                  |                  |                  |                  |                  |                  |                  |                  |                  |                  |
| Trap                  |                  |                  |                  |                  |                  |                  |                  | •                |                  | •                |                  | •                | •                |                  |                  |                  |                  |                  |                  | 4                |                  |                  |                  |                  |                  |                  |                  |                  |
| Totaal                | 0                | 0                | 0                | 0                | 0                | 0                | 0                | 2                | 0                | 2                | 0                | 2                | 2                | 0                | 0                | 0                | 0                | 0                | 3                | 11               |                  |                  |                  |                  |                  |                  |                  |                  |

## Medaillespiegel
| Plaats | Land                           | Goud | Zilver | Brons | Totaal |
| 1      | Italië                         | 46   | 34     | 29    | 109    |
| 2      | Frankrijk                      | 26   | 18     | 21    | 65     |
| 3      | Joegoslavië1                   | 18   | 10     | 12    | 40     |
| 4      | Spanje                         | 15   | 25     | 17    | 54     |
| 5      | Servië                         | 10   | 10     | 6     | 26     |
| 6      | Egypte2                        | 5    | 8      | 5     | 18     |
| 7      | Kroatië                        | 5    | 5      | 6     | 16     |
| 8      | Slovenië                       | 4    | 1      | 10    | 15     |
| 9      | Griekenland                    | 3    | 12     | 12    | 27     |
| 10     | San Marino                     | 2    | 3      | 4     | 9      |
| 11     | Servië en Montenegro           | 2    | 2      | 2     | 6      |
| 12     | Turkije                        | 2    | 6      | 6     | 14     |
| 13     | Cyprus                         | 2    | 2      | 3     | 7      |
| 14     | Albanië                        | 1    | 3      | 1     | 5      |
| 15     | Malta                          | 1    | 1      | 2     | 4      |
| 16     | Verenigde Arabische Republiek2 | 1    | 1      | 0     | 2      |
| 17     | Libanon                        | 0    | 1      | 2     | 3      |
| 18     | Portugal                       | 0    | 1      | 1     | 3      |
| 19     | Bosnië en Herzegovina          | 0    | 1      | 0     | 1      |
| 20     | Syrië                          | 0    | 0      | 2     | 2      |
| Totaal | Totaal                         | 143  | 141    | 141   | 425    |

1: de medailles gewonnen door de Federale Republiek Joegoslavië in 1997 en 2001 werden in de eeuwige medaillestand toegekend aan de Socialistische Federale Republiek Joegoslavië, dat van 1951 tot en met 1991 deelnam aan de Middellandse Zeespelen.

2: de Verenigde Arabische Republiek werd de facto in 1961 opgeheven toen Syrië eruit stapte en Egypte als enige overbleef. Het land besloot echter de naam Verenigde Arabische Republiek te blijven aanhouden tot 1970. Desalniettemin worden de medailles die de Verenigde Arabische Republiek in 1963 won tegenwoordig in de eeuwige medaillestand toegekend aan Egypte.